# L'Hiver à Prostokvachino
Pour plus de détails, voir Fiche technique et Distribution.
L'Hiver à Prostokvachino (Зима в Простоквашино, Zima v Prostokvachino) est un film d'animation russe réalisé par Vladimir Popov, sorti en 1994.
C'est le troisième film tiré du livre pour enfants Oncle Fiodor, son chien et son chat d'Édouard Ouspenski paru en 1983.
Les deux premiers films sont Les Trois de Prostokvachino (1988) et Les Vacances à Prostokvachino (1990).

## Synopsis
Charik le chien a besoin de chaussures pour l'hiver. Au lieu de chaussures solides, il choisit des baskets à la mode et chères. Matroskine le chat n'est pas satisfait de leur achat et l'annonce ouvertement. Les deux animaux s'offusquent l'un de l'autre et arrêtent de se parler. Oncle Fiodor et son père décident d'y aller lors d'une visite du Nouvel An. Malheureusement, leur véhicule s'enfonce dans une congère en cours de route. Les habitants de la ville ont entrepris de les sauver.

## Fiche technique
- Titre original : Зима в Простоквашино, Zima v Prostokvachino
- Titre français : L'Hiver à Prostokvachino
- Réalisation : Vladimir Popov
- Scénario : Edouard Ouspenski
- Direction artistique : Arkadi Cher et Alexandre Vinokourov
- Photographie : Kaboul Rasoulov
- Montage : Margarita Mikheïeva
- Musique : Yevguéni Krylatov
- Production : Soyuzmultfilm
- Pays d'origine : Russie
- Format : Couleurs - 35 mm - 1,33:1 - Mono
- Genre : animation, aventure, court métrage
- Durée : 15 minutes
- Date de sortie : 1994

## Distribution

### Voix originales
- Maria Vinogradova : oncle Fiodor
- Oleg Tabakov : Matroskine le chat
- Lev Dourov : Charik le chien
- Valentina Talyzina : la mère d'oncle Fiodor
- Guerman Katchine : le père d'oncle Fiodor
- Boris Novikov : Petchkine le facteur